# Рогинский, Роман
Роман Рогинский (пол. Roman Rogiński; 29 февраля 1840, Лович Мазовецкая губерния Царство Польское, Российская империя — 15 февраля 1915, Сенява, Галиция, Австро-Венгрия) — польский революционер. Участник польского восстания 1863 года, военный комиссар Подляского воеводства.

## Биография
Родился 29 февраля 1840 года в городе Ловиче. Отец Юзеф Рогинский работал начальником следственного изолятора в Варшаве. Мать — Изабелла Рогинская.
В 1861 году окончил Варшавское реальное училище, ещё во время учёбы в котором поддерживал контакты с подпольными польскими патриотическими организациями. В 1861 году участвовал в Хородальской манифестации, и ещё в ряде более мелких акций.
В январе 1862 года, был выдан ордер на арест Рогинского, но благодаря помощи отца ему удалось бежать в Париж, после чего он направился в Кунео, где был принят в Польскую военную школу.
Вернулся в Варшаву в октябре 1862 года. Сразу был назначен секретарём при Центральном национальном комитете. В ноябре 1862 получил звание комиссара Подлясского воеводства. После чего прибыл туда с инспекцией и расположил свой подпольный штаб и несколько складов с оружием, подготовленных к началу восстания в городе Бяла-Подляска.

## Участие в Восстании 1863 — 1864 годов
В январе 1863 года, с началом восстания под командованием Рогинского собралось всего около 100 человек. В ночь на 11(23) января, он предпринял безуспешную попытку овладеть Бялой-Подляской, но был вынужден ретироваться из города, потеряв в бою с местным гарнизоном около 40 человек убитыми и пленными. Однако уже 17(29) января собрав под своим командованием около 1.000 человек, вновь напал на Бялу-Подляску, которую занял в тот же день не встречая значительного сопротивления, потому что регулярные войска под командованием генерала Мамаева оставили населенный пункт несколькими днями ранее.
Однако уже 19 (31) января 1863 года Рогинский вновь был вынужден отступить из местечка потерпев поражение в битве с регулярными войсками под командованием генерал-майора Ивана Ностица, пришедшими на разгон повстанческого отряда из Бреста. Отводя свой отряд на север, Рогинский 22 января (3 февраля) перешёл со своим отрядом Западный Буг.
Вновь потерпел поражение под Семятичами 26 января (7 февраля) 1863 года. Рогинский на следующий день начал экстренно отходить на восток. Решив, что сможет если не занять Подлясску, то хотя бы захватить небольшое местечко Высокое, но и там Рогинского ждало разочарование, он понял, что находится в полном окружении регулярными войсками и отказавшись от занятия Высокого (тогда Высоко-Литовск), решил прорываться с отрядом из 200 мятежников к селу Верпелье. Отряд Рогинского преследовало около 400 солдат регулярных войск с 2 орудиями под командованием полковника Янишевского.
Днем 27 января (8 февраля) повстанцы Рогинского появились в имении князя Ксаверия Сапеги в окрестностях Высокого, с предложением присоединиться к мятежу. Сапега уплатил повстанцам «добровольный сбор» в размере 6 коней, 2 охотничьих ружей и 250 рублей, однако сам в отряд вступать отказался, и не позволил сделать этого никому из своих крестьян. После чего мятежники Рогинского покинули имение.
После боестолкновения у деревни Зубачи 28 января (9 февраля) 1863 года, в котором Рогинский понёс потери, около 17 убитых, один обоз и 20 пленных, повстанцы вновь двинулись на юго-восток.
Очередное боестолкновение с регулярными войсками у деревни Королев Мост 30 января (11 февраля) обернулась для Рогинского новым поражением, он потерял 12 человек убитыми, и 20 пленными, против всего 1 убитого и 3 раненых у русских.
Однако, несмотря на это уже утром 31 января (12 февраля) мятежники из отряда Рогинского заняли Шерешево. Там они забрали из местной конюшни 20 лошадей и 15 телег, а также похители 93 рубля из местного сельского правления, здание которого затем сожгли.
В ночь на 1 (13) февраля 1863 года отряд Рогинского объединённый за день до этого с отрядом помещика Станислава Сонгина общим числом до 200 человек, без боя занял Пружаны, где они захватили более 100 ружей и 1720 пуль с оружейного склада, и 3 обоза с едой с продавольственного склада. Кроме того мятежники похитили в местечковом казначействе 10.800 рублей.
Также на следующий день недалеко от Пружан, в местечке Невель, ими был разбит почтовый эскорт русских, следующий из Пинска. В итоге группой из 50 восставших были убиты 6 солдат охраны, офицер сопровождающий почту, капитан Березневич был повстанцами тяжело ранен и «изрубленный саблями и пиками» повешен ими на дереве. Единственный отпущенный повстанцами был кучер Кольберг, который при этом был ранен повстанцами в руку из револьвера.
Итогом засады стало завладение повстанцами почтовой перепиской и 55 460 рублями, 58 копейками. Также восставшие забрали всех лошадей (5 штук) и сожгли карету и мост через реку Ясельда, на котором произошла перестрелка.
После чего отряд Станислава Сагина и его заместителя Бронеслава Рыльского собравший в себе благодаря пополнению из Пружан до 250 человек личного состава вновь двинулся на Семятичи с целью занять местечко, однако 3 (15) февраля 1863 года они были настигнуты отрядом регулярных войск у деревни Речица 2, 3 и 7 линейными ротами Псковского полка под командованием подполковника Вимберга. В ходе ожесточённого боя повстанческий отряд был разогнан. Станислав Сангин был убит, как и 83 бойца из их отряда, ещё 48 восставших взяты в плен из них 14 ранеными в том числе и Бронеслав Рыльский. Потери русского отряда составили 2 убитых и 3 раненых.
Тем временем, не смотря на возросшую до 400 человек благодаря добровольцам численность его отряда, Роман Рогинский не решился занять Пинск, так как владел информацией о значительном гарнизоне регулярных войск с несколькими орудиями. 8 (20 февраля) его отряд разместился на севере от Пинска, в Слуцком повяте Минской губернии в окрестностях хутора Барки, где уже 14 (26 февраля) его повстанческое соединение было полностью разгромлено, после боя с отрядом регулярных войск под командованием полковника Павлова. Из почти 400 человек его отряда более 200 были убиты, и ещё 180 ранены или взяты в плен, потери русских 2 убитых и 8 раненых, из них двое тяжело. Сам Рогинский был ранен и около 20 вырвавшихся из окружения инсургентов из его отряда сумели на носилках пронести через болота в Туров. Однако уже 19 февраля (3 марта) 1863 года, он был выдан российским властям хозяином постоялого двора Млынским, где в одной из комнат восставшие спрятали раненного Рогинского. В тот же день его арестовали, а хозяину заплатили 50 рублей вознаграждения.

## После восстания
Роман Рогинский был найден регулярными войсками в тяжелом состоянии, практически при смерти, и перевезён в военный госпиталь в Брест, где врачам с большим трудом удалось поставить его на ноги.
Уже 20 марта (1 апреля) 1863 год Рогинский начал давать показания перед следственной комиссией в Варшаве. Сотрудничая со следствием, рассказал о многих подробностях восстания.
12 (23) июля 1863 года был приговорен к смертной казни через повешение. Однако ровно через месяц 11 (23) августа 1863 год по личному прошению генерал-майора Ностица, приговор был пересмотрен, и суд учитывая сотрудничество со следствием заменил смертный приговор Романа Рогинского на 20 лет каторги. Позже Ностиц объяснил свое прошение тем, что после нескольких личных бесед с Рогинским перестал считать его «бандитом и бездумным фанатиком», а лишь молодым человеком, который «ошибался в своих взглядах и глубоко раскаялся в этом».
Осенью 1863 года отправлен в ссылку на солеваренный завод в Усолье-Сибирское Иркутской губернии. Летом 1868 года, вновь по ходатайству Ностица, приговор был вновь смягчен и Романа Рогинского перевели на поселение в поселок Витим Киренского округа Иркутской губернии. Там сначала зарабатывал на жизнь выделкой ветчины, затем за хорошее исполнение своих обязанностей назначен управляющим складом спирта.
В 1872 году женился на учительнице Людвике Нейман. От этого брака в 1876 году родился сын Вацлав (1876—1950), а затем и дочь Галина-Иоанка (1884—1972).
В 1892 году, вместе с семьей вернулся в Царство Польское. Поселился в Хрубешуве (Люблинское воеводство), где работал бухгалтером на местной фабрике. Был уважаемым человеком в городе, в том числе среди бывших ветеранов восстания 1863 года, которые не знали о его предательстве на следствии.
В соавторстве с другим бывшим мятежником, Александром Кравским, написал книгу воспоминаний о восстании 1863—1864 годов, названную «Дневники мятежника 1861—1863», где сильно преувеличил свою роль в восстании и нелестно отозвался о его лидерах.
Несколько раз лично встречался с Ностицем, и про крайней мере один раз с его сыном.
В 1904 году Рогинский вынужденно переехал в город Сенява (тогда Галиция, Австро-Венгрия), где и умер 15 февраля 1915 года.